# Cyrtolobus dixianus
Cyrtolobus dixianus är en insektsart som beskrevs av Robert E. Woodruff. Cyrtolobus dixianus ingår i släktet Cyrtolobus och familjen hornstritar. Inga underarter finns listade i Catalogue of Life.